# مستندات کسب‌وکار
مستندات کسب‌وکار (انگلیسی: Business record) به مدارک و اسنادی اطلاق می‌گردد که مبادلات مرتبط با یک کسب‌وکار را ثبت می‌کند و شامل پرونده‌های تجاری، صورتجلسات، یادداشت‌ها و تفاهم نامه‌ها، قراردادهای کاری، اسناد مالی و مستندات حسابداری می‌باشد.